# یواس‌اس متومکین (ای‌وی‌پی-۴۷)
یواس‌اس متومکین (ای‌وی‌پی-۴۷) (به انگلیسی: USS Metomkin (AVP-47)) یک کشتی بود که طول آن ۳۱۱ فوت ۸ اینچ (۹۵٫۰۰ متر) بود.